# Gerolamo Rovetta
Gerolamo Rovetta (ur. 30 listopada 1851 w Brescii, zm. 8 maja 1910 w Mediolanie) – włoski powieściopisarz i dramaturg.
Po śmierci ojca Agostino wychowywał się w Weronie, gdzie jego matka Maria z Ghisich utrzymywała salon artystyczny w pałacu drugiego męża - hrabiego Almerico Pellegriniego. Dorosłe życie spędził w Mediolanie, utrzymując się ze spadku po ojcu. Jako krytyk literacki współpracował z pismem La Nuova Antologia. Pod koniec życia przeżywał problemy finansowe, które doprowadziły go do samobójstwa. Nie ukończył ostatniej powieści Il successore. Matka w 1911 poświęciła jego pamięci jeden z dzwonów nowej dzwonnicy w Verolanuova.
W swojej twórczości hołdował realizmowi, przedstawiając życie lombardzkich warstw wyższych i proces ich odchodzenia od ideałów Risorgimento. Inspirował się twórczością Emile'a Zoli i Alphonse'a Daudeta.

## Ważniejsze dzieła
- komedia Un volo dal nido (1875, premiera w teatrze Politeama w Genui)
- komedia La Moglie di Don Giovanni (1877)
- komedia Collera cieca! (1878)
- powieść Mater dolorosa (1882)
- komedia Scellerata!... (1882)
- dramat La Contessa Maria (1883)
- powieść Sott' acqua (1883)
- powieść Montegu (1884)
- powieść Le lacrime del prossimo (1887)
- komedia La Trilogia di Dorina (1891)
- dramat I disonesti (1894)
- powieść La Baraonda (1894)
- dramat Romanticismo (1901)